# Russenes
Russenes is een dorp in de gemeente Porsanger, in de Noorse provincie Finnmark. Het ligt aan een kleine fjord Olderfjorden, die weer deel uitmaakt van de zeer grote fjord Porsangen.
Het dorp heeft niet meer dan 50 inwoners, maar ligt op aan twee belangrijke routes:
- De E6, belangrijk voor al het gemotoriseerd vervoer in deze regio (oost west);
- De E69 van Olderfjord naar Noordkaap, voor de toeristen (noordoosten);
- De Noorse weg 889 richting Havöysund (noordwesten).

Daarnaast is het een rustplaats van reizigers die die richtingen op willen.
Vertrekkend uit Russenes naar het noorden rijdt men tot Repvåg zonder enige bewoning tegen te komen; naar Havöysund is het ook bijna onbewoond. De eerstvolgende plaatsen aan de E6 zijn Skaidi (westwaarts) of Lakselv (west- en zuidwaarts).